# Highlands (comté d'Orange, New York)
Pour les articles homonymes, voir Highland.
Ne doit pas être confondu avec Highland (comté de Sullivan, New York).
Highland est une ville du comté d'Orange, dans l'État de New York, aux États-Unis.  

## Géographie
La population de Highland était de 12 592 habitants au recensement de 2010.